# Abdou Diouf
Abdou Diouf, född 7 september 1935 i Louga, är en senegalesisk politiker. Han var under åren 1981–2000 Senegals andra president, efter att personligen ha valts ut av Léopold Senghor som hans efterträdare.

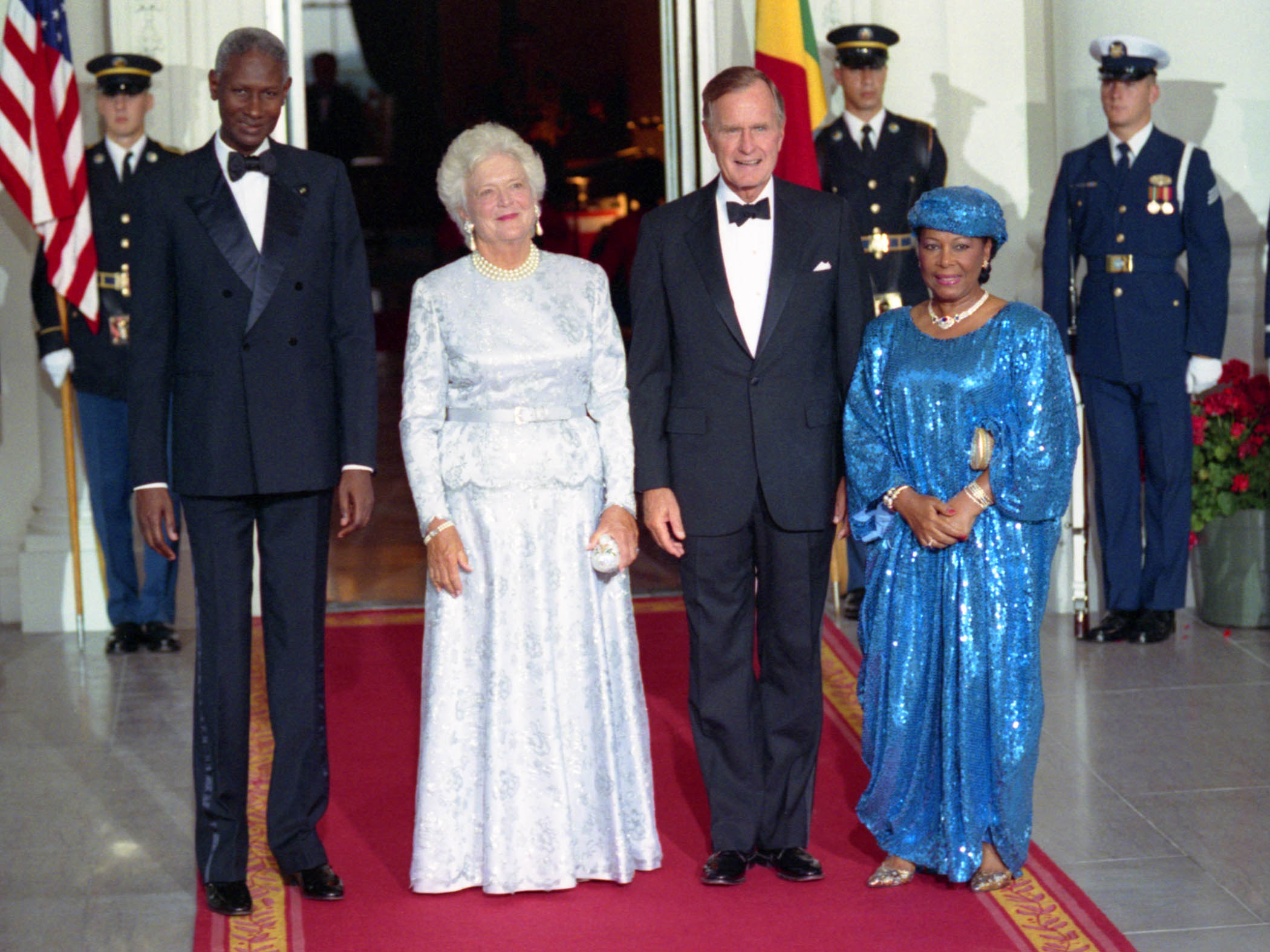
President Abdou Diouf med makan Elizabeth Diouf på statsmiddag hos USA:s president George H.W. Bush och första damen Barbara Bush i Vita huset den 10 september 1991.

## Biografi
Diouf tillhör sererfolket och är muslim. Han utbildade sig vid Lycée Faidherbe i Saint-Louis och Dakars universitet, innan han 1958 reste till Paris för att studera juridik vid Sorbonne. Han återvände till hemlandet 1960, och gav sig in i politiken. Under 1960-talet hade han en mängd lägre poster, innan han 1968 blev landets industriminister. 1970 blev han dess premiärminister, en post som han innehade fram till 1980.

### President
När Léopold Senghor avgick från presidentposten 1980, mitt i en ekonomisk kris, tog Diouf över. Han behöll de starka band till Frankrike som Senghor hade knutit, och fortsatte även att samarbeta med det muslimska ledarskapet.
För att få fart på ekonomin satsade han på turism och fiske, och planerade även att privatisera statliga bolag, allt utan att krisen avtog. Krisen ledde till massarbetslöshet, och samtidigt som stora upplopp ägde rum i Dakar 1988 ställdes Diouf inför en självständighetsrörelse i den södra regionen Casamance, vars befolkning till stor del varken var muslimer eller tillhörde woloffolket. Trots problemen blev Diouf omvald i presidentval 1983, 1988 och 1993.

#### Senegambia
Diouf bidrog starkt till att konfederationen Senegambia (Senegal och Gambia) bildades den 17 december 1981. Konfederationen trädde i kraft den 1 februari 1982, och Diouf var dess president fram till det att den sprack 1989, dels på grund av att Diouf och Senegal ville knyta länderna samman i en union medan Gambia ville behålla den lösare konfederationen, dels för att regionen destabiliserades på grund av ett krig mellan Senegal och Mauretanien, utlöst av etniska motsättningar.

#### Aidsprogram
Diouf startade ett anti-aids-program i Senegal redan 1986, då de första fallen upptäcktes. Han använde sig då av media och skolor för att propagera för säker sex. Han krävde också att prostituerade skulle registrera sig och uppmuntrade föreningar och religiösa ledare att öka medvetenheten om aids.

#### Nedgång och valförlust
1994 devalverades den senegalesiska valutan, vilket ledde till stora ekonomiska problem och i förlängningen ökat missnöje med regeringen. Landets inblandning i en statskupp i grannlandet Guinea-Bissau och tuff behandling av självständighetsivrarna ledde till ytterligare missnöje, och vid presidentvalet 2000 förlorade Diouf till Abdoulaye Wade, efter att bara ha fått 41,5 % av rösterna i andra valomgången.

### Internationell karriär
Diouf har arbetat för internationella organisationer både under och efter sin tid som president. Han var president för Organization of African Unity (OAU) mellan 1985 och 1986 samt mellan 1992 och 1993. Han har även varit generalsekreterare för La Francophonie sedan 2002.